# Guy Díaz
Pour les articles homonymes, voir Díaz.
Guy Díaz Grollier,, né le 9 mars 1981 à Andorre-la-Vieille, est un coureur cycliste andorran. Il participe à des compétitions sur route en en VTT.

## Biographie
Figure du cyclisme andorran, Guy Díaz exerce aussi le métier de pompier. Il a notamment obtenu une médaille de bronze en VTT aux Jeux des petits États d'Europe 2017.

## Palmarès sur route
- 2011
  - 3e du championnat d'Andorre du contre-le-montre
- 2013
  -  Champion d'Andorre du contre-le-montre
- 2015
  - 2e du championnat d'Andorre sur route
- 2016
  -  Champion d'Andorre sur route
  - 2e du championnat d'Andorre du contre-le-montre
- 2017
  - 3e du championnat d'Andorre du contre-le-montre

## Palmarès en VTT

### Jeux des petits États d'Europe
- Saint-Marin 2017
  -  Médaillé de bronze du cross-country